# ターボチューン
ターボチューン (Turbo tune) は、自動車のチューニング（改造）のうち、ターボチャージャーに関連するチューニングのこと。
手法は様々であるが、どれも出力を増大させることを主な目的としている。ターボチャージャーは出力アップに大きく貢献する装置なので、チューニングによる効果は総合的に高いとされる。

## 概要
ターボチャージャーは、排気の流れを利用してコンプレッサー（圧縮機）を駆動、タービンを回すことでエンジンに高密度の空気を送り込み、より高い燃焼エネルギーを得ることができる装置である。このターボチャージャーを交換、加工、追加したり、あるいは過給圧を上げたりすることで出力向上を目指すのがターボチューンである。ターボチャージャーを組み合わせたエンジンは、大幅な出力向上にはエンジン本体に手を加えないといけないNAエンジンに比べ、上記の方法などを取ることで比較的容易にパワーを引き出すことができる。

## 手法

### タービン交換
ターボチャージャーを換装することで出力アップを狙う。ターボチャージャーは、より大きなタービンブレードを持ったものの方がより風量が大きく、エンジンにより多くの空気を送り込めるため、一般的にはより大型のものに交換する場合が多い。大加工を伴わず装着可能なポン付けタービンや、エンジンの本来の適正容量を超えたサイズのターボチャージャーを装着するビッグシングルターボなどが代表例である。
一般的には、小さなターボ程より小さな力でタービンブレードが回るためターボラグが小さくレスポンスがよいが、最大風量が少ない為に大排気量エンジンではブーストコントローラー（過給圧制御装置）で調整しても十分に過給圧が掛からない可能性がある。また、そのターボの限界の過給圧を無理に連続して掛け続けると、ターボチャージャーの軸受けへの負担も増え、最悪の場合には焼損の恐れも出て来る。反対に大きなターボは、最大風量が大きいために大排気量エンジンでも十分な過給圧が掛けやすい。しかし、タービンブレードが大きく重い分、低回転域ではターボラグが大きくなりがちで、過給の立ち上がりが鈍くなる上に掛かり始めると一気に過給圧が跳ね上がる傾向（ドッカンターボ）となりやすい。小排気量エンジンではいくらスロットルを開けても排気量不足で十分に過給が掛けられない可能性があり、大排気量エンジンでもウェイストゲートバルブの品質が悪い場合には、過給圧が想定以上の値まで掛かりエンジンブローに至るオーバーシュートが起こりやすくなる。
大きなターボには、ターボラグ対策のために軽量なセラミック製のコンプレッサーブレード（吸気側）や、チタンなど特殊合金を用いたタービンブレード（排気側）が用いられることもある。しかし、これでも小さなタービンに対するターボラグの絶対的な劣位を完全には覆せない上に、通常の金属製コンプレッサーブレードやインコネル製タービンブレードと比べて極限での耐久性には劣る傾向がある。更には価格も高価なことが多い。
そのため、タービン交換を行う際は、ただ大きなターボを装着するのではなく、最大過給圧の許容限度やターボラグの大小、アクセルレスポンスの良し悪しなども考慮して適正な大きさのものを選択する必要がある。また、タービン交換を行うと出力が大幅に向上することが多いため、インジェクターや燃料ポンプを大容量タイプに交換したり、ECUの燃料マッピングデータを変更するなどして燃調を適正な値に調整しなくてはいけない場合もある。
タービン交換においてよく用いられる社外製ターボチャージャーとしては、HKSのGTタービンシリーズ（ギャレット製）、TRUST (GReddy) のTシリーズ（三菱重工業製）などがある。

#### 他車種のタービン流用
社外品ではなく、他車種に純正採用されているターボチャージャーを流用して装着する場合もある。純正ターボチャージャーのサイズが、タービン交換したい車種よりも他車種の方が大きい場合に、これを流用することで出力アップを狙える。
利点としては、製品購入コストの低さがある。高性能な社外品のターボチャージャーは中古であっても高価なことが多いが、純正ターボチャージャーはそれに比べて比較的安価に購入できる。

### ブーストアップ
ブースト（過給圧）を高めることで出力アップを狙う。ウェイストゲートバルブの強化（強化アクチュエーターの装備）やブーストコントローラーの装着などが代表的な方法である。また、マフラーやエアクリーナーを交換するだけでも吸気・排気の効率が上がり、ブーストが上昇し出力が向上する場合もある。
より大きなターボチャージャーに交換した場合は、同時にブーストアップを行う場合も多い。大型のターボチャージャーを装着しても最大過給圧を変更しないままだと、出力は向上せずにターボラグが悪化することになる。
タービン交換時と同様に、インジェクターや燃料ポンプの大容量化、燃調のセッティングなどが必要になることも少なくない。

### タービン改造
ターボチャージャー本体に直接手を加える（改造する）ことで出力アップを狙う。
代表的なものは、タービンを加工して送り込める風量を増やすハイフロータービンである。純正タービンでのブーストアップでは容量が不足し高回転でのブーストが低下する際に使用され、純正タービンのレスポンスを残したまま出力向上を狙うことができる。

### タービン追加
ターボチャージャーを新たに追加・増設することで出力アップを狙う。
代表的なものは、NAエンジンにターボチャージャーを取り付けるボルトオンターボであり、装着するだけで大幅な出力向上が見込める。装着にあたっては圧縮比や燃調の変更、エンジン部品などの強化が必要になることが多い。圧縮比をNAエンジンと同等のまま小型のタービンを組み合わせ、高レスポンスを目指す場合もある。TRUSTやHKS、BLITZからは、ボルトオンターボのキットが販売されている。
また、シングルターボの車両をツインターボ化することもある。大きなターボチャージャー1個ではなく半分程度の大きさの小さなターボチャージャーを2個とすることで、低回転からでもタービンを回すことができ、ターボラグの低減につながる。また、スロットル開度により動作させるターボの数を可変させ、低回転域でのターボラグ低減と高回転域での出力向上の両立を狙ったシーケンシャルツインターボという選択肢もある。但し、シングルターボに比べて小型のターボチャージャーを使うことの多いツインターボは、ブーストコントローラーでのブーストアップにおいてはシングルターボよりも高い過給圧が頭打ちとなりやすい。

## その他
- ターボチューンにあたっては、正確なブースト計を取り付けることも重要である。ブースト計を使用することで、現在の仕様の過給圧を把握し、ブーストコントローラーで新たに設定する最大過給圧を適正な値に決定することができる。また、過給圧が想定以上にかかるオーバーシュートや、反対に想定以下の過給圧しかかかっていないなどターボチャージャー側の不具合、エンジンオイルやピストンリングの劣化などエンジン側の不具合も知ることができる[13]。

- ブーストアップやタービン交換による出力向上に合わせたインタークーラーの強化も重要である。